# Cleidogona sayana
Cleidogona sayana är en mångfotingart som först beskrevs av Charles Harvey Bollman 1893.  Cleidogona sayana ingår i släktet Cleidogona och familjen Cleidogonidae. Inga underarter finns listade i Catalogue of Life.